# Mnesimache
Nella mitologia greca, Mnesimache era il nome di una delle figlie di Dessameno, re di Oleno, in Etolia.

## Il mito
Secondo il mito raccontato da Igino, Eracle, il figlio di Zeus, era stato cacciato dalla casa di Augia e trovò rifugio a casa di Dessameno, qui la ragazza fu promessa come sposa al ragazzo. Egli partì per altre avventure, poco tempo dopo arrivò nel regno un centauro di nome Eurizione, attratto dalla bellezza della ragazza la voleva per sé nonostante fosse già promessa ad un altro, la ragazza si fidanzò con forza a lui, anche contro il proprio volere. Eracle tornò nel regno per la donna..
Mnesimache non risulta in altre fonti tra le mogli di Eracle, pertanto probabilmente (e per via delle innumerevoli similitudini), Igino confonde il mito di Mnesimache con quello di Deianira.
Secondo altre versioni, Mnesimache fu la moglie di Amarinceo e la madre di Diore.

### Fonti
- Pausania libro VII, 18,1
- Igino, Fabulae 33
- Pseudo-Apollodoro, Libro II -  5, 5

### Moderna
- Pierre Grimal, Enciclopedia della mitologia 2ª edizione, Brescia, Garzanti, 2005, ISBN 88-11-50482-1. Traduzione di Pier Antonio Borgheggiani